# Thomas Twining

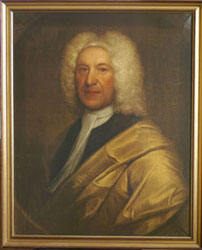
Porträt von Thomas Twining

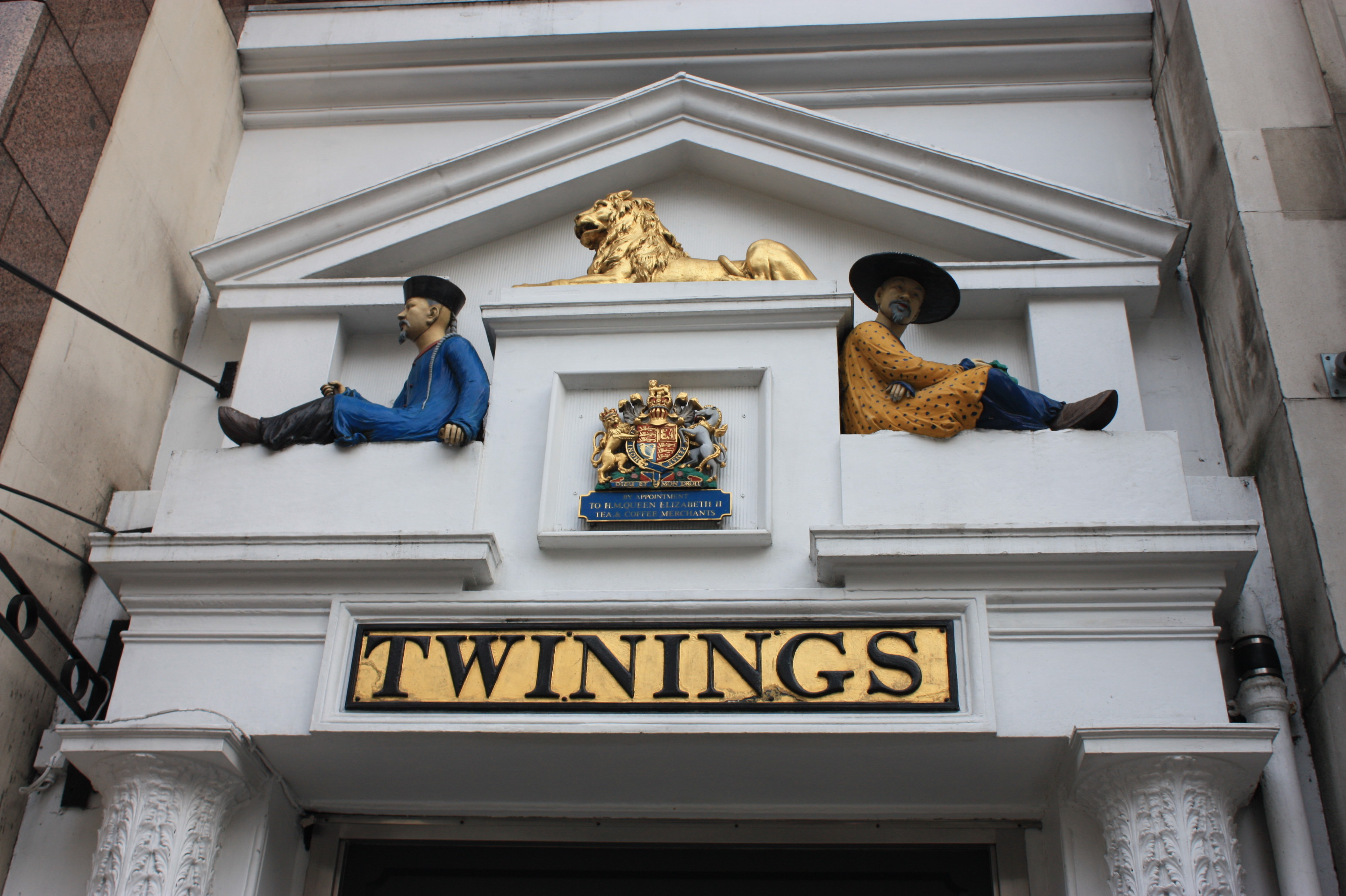
Das ursprüngliche Kaffeehaus bei Strand, London

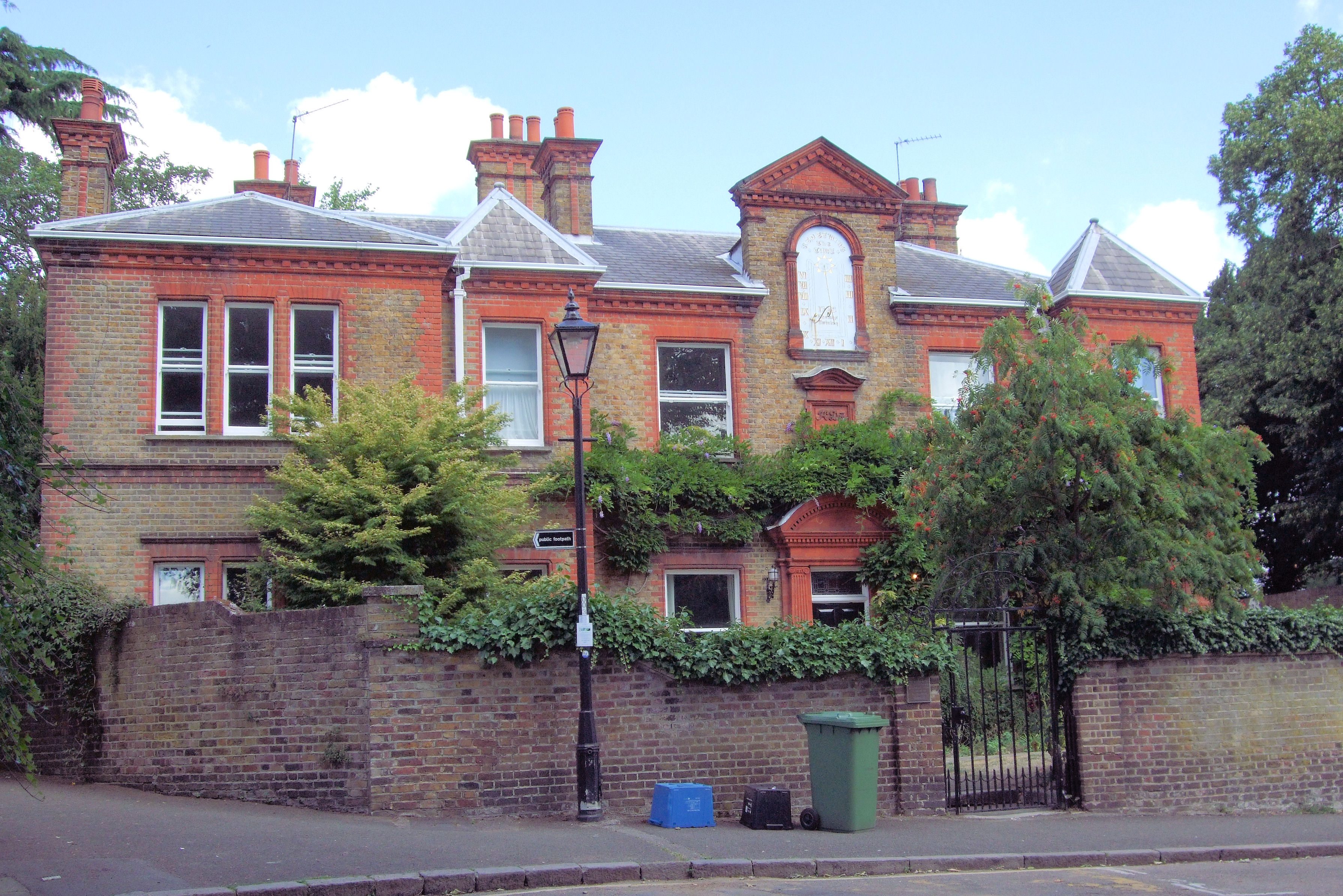
Das Dial House in Twickenham

Thomas Twining (* 1675 in Painswick, Gloucestershire, England; † 19. Mai 1741 in Twickenham, Greater London) war ein englischer Händler und der Gründer von Twinings of London.

## Leben
Als Sohn eines Walkers zog Thomas Twining im Alter von neun Jahren nach London, um Weber zu werden. Nach einer beruflichen Neuorientierung arbeitete er fortan für einen Händler und Importeur und wurde 1701 zum Ehrenbürger Londons („Freeman of the City of London“). Später arbeitet Twining für Thomas D’Aeth, einen Händler in Diensten der East India Company, dessen Kaffeehaus bei Strand, London, er 1706 erwarb. Neben dem Kaffee verkaufte Twining fortan auch Tee, war schon bald für die besten Teemischungen Londons bekannt und verkaufte in der Folge mehr losen Tee als aufgebrühten. Im Jahre 1717 vergrößerte er sein Geschäft um drei angrenzende Häuser und vertrieb ab 1734 beinahe ausschließlich Tee. Eine weitere Expansion 1722 war der Erwerb des sogenannten Dial House in unmittelbarer Nähe der St. Mary’s Church in Twickenham. Thomas Twining starb 1741 und wurde in der Nähe der Kirche begraben, an deren nordöstlicher Ecke sich ein Denkmal zu seinen Ehren befindet.

## Vermächtnis
Twinings Sohn Daniel Twining übernahm nach seinem Tod das Geschäft am Londoner Strand, ebenso das Dial House in Twickenham. Die Familie Twining übertrug dieses 1889, nach dem Tod von Elizabeth Twining, der im Verfall befindlichen Gemeinde, welche es fortan als Pfarrhaus nutzte. Noch heute ist das Dial House im Besitz der Kirche von England und dient dem Bischof von Kensington als offizielle Residenz.

## Referenzen
- Twinings USA
- Twickenham Museum
- teainfusion.com